# Переказ про людей ва Записів Вей

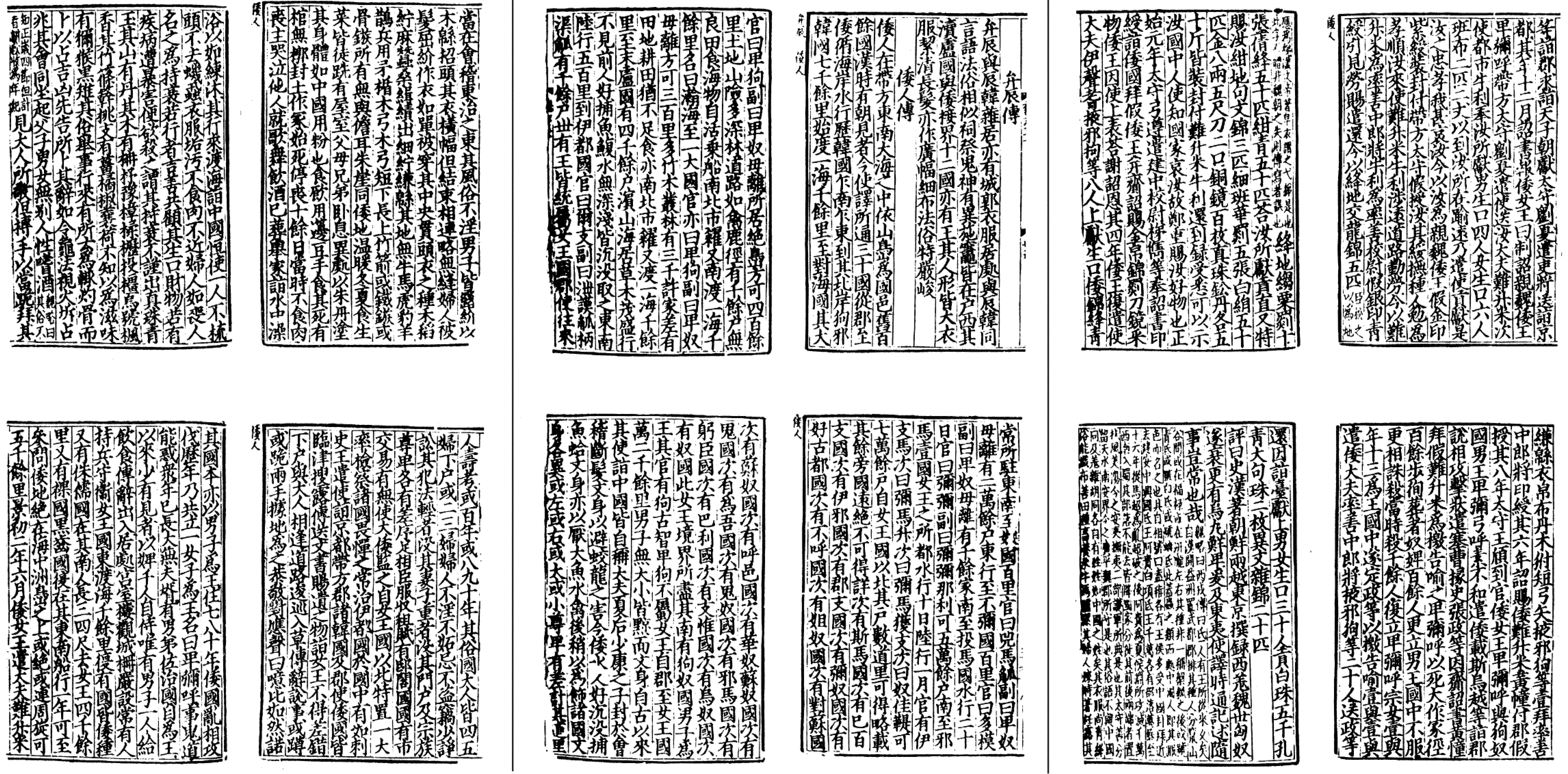
Вейчжи

Переказ про людей ва Записів Вей (яп. 魏志倭人伝, ぎしわじんでん, gishiwajinden, ґісі вадзін-ден) — стаття про людей ва (стародавніх японців), яка є складовою частиною розділу про східних варварів, що розміщений у 30 сувої «Вейшу» (Книги династії Вей), більш знаної як «Вейчжи» (Записів Вей). Остання є частиною Саньґочжи (Записів Трьох Країн), офіційної китайської історіографії, що була упорядкована істориком Чень Шоу в 280—290 роках.

## Короткі відомості
Термін «Переказ про людей ва» вживається часто японськими науковцями, але не є правильним: стаття про людей ва не становить власне окремого розділу, а є лише складовою розділу про східних варварів. В оригіналі її назва звучить як: 
«Стаття про людей ва розділу про ухуанів, сянбі та східних варварів, тридцятого сувої книги Вей, Записок трьох країн»
(『三国志』魏書巻三十、烏丸鮮卑東夷伝倭人条).
Зальний текст статті становить 1988 знаків. У деяких копіях кількьість знаків дорівнює 2008. Оригінал статті втрачений, існують лише копії.
У статті поданий цінний матеріал про Японський архіпелаг 3 століття періоду Яйой. Описується суспільно-політичний устрій стародавніх японців, держава Яматай і її правителька Хіміко.
«Переказ про людей ва Записів Вей» є однією із найдавніших письмових згадок про стародавню Японію і її мешканців.